# 귀주사 (함주군)
귀주사(歸州寺)는 조선민주주의인민공화국의 사찰이다. 함흥시 동문 밖인 함경남도 함주군의 설봉산에 있다.
설립 시기는 고려 문종 때인 것으로 알려져 있으며 창건 당시에는 정수사(淨水寺)라 불렀다. 고려 말엽에 이성계가 이 절에서 공부한 적이 있어 조선을 개국한 뒤 억불 정책 속에서도 특별한 대우를 받았다. 이성계가 책을 읽던 귀주사 부속건물은 '귀주사 독서당'이라는 이름으로 남아 있다.
이성계는 이 곳에서 머물다가 인근의 석왕사 자리에서 왕이 될 꿈을 꾸고 고승 무학과 만나 인연을 맺었다는 전설이 있다. 조선 태종 때 이성계가 거처하던 절이라는 사실을 기념하기 위해 귀주사로 개칭되었다. 왕실의 원당으로서 석왕사와 함께 함경도 지역을 대표하는 큰 사찰로 번창했다. 고종 때는 불에 탄 것을 중수하였다.
일제강점기에도 31본산의 하나로 지정되어 함경남북도의 여러 사찰을 관할했다. 1938년 중일 전쟁에 귀주사 소속 청년 승려 5명이 지원병으로 출원해 참전 했는데, 이는 그리 흔한 일은 아니라 권상로가 불교의 본령이라며 치켜세운 일이 있다.
한국 전쟁 이후 귀주사의 현황은 알려지지 않고 있다. 귀주사 골짜기에는 김일성의 직접 지시로  조선중앙동물원의 분원인  함흥동물원이 건립되어 있다.

## 같이 보기
- 설봉산

## 참고 자료
- 이근호 (2005년 7월 8일). 〈무학과 석왕사〉. 《이야기 조선왕조사》. 서울: 청아출판사. ISBN 8936803255.